# Bita
Bita (románul: Bita) falu Romániában Kovászna megyében. Neve valószínűleg a bot szóból ered.

## Története
A 19. században székely nemzetiségű volt. Korábban az Udvarhelyi Katonai Kerülethez tartozott, majd később Háromszék vármegye Kézdi járásához. Református egyház található itt.
Lásd: https://web.archive.org/web/20100303170030/http://bita.reformatus.ro/

## Népessége
2002-ben 305 lakosának 100%-a magyar volt.

## Híres emberek
- Itt született 1871. július 21-én Szabó András klasszika-filológus, műfordító.